# Pilota militare onorato dell'Unione Sovietica
Il titolo onorifico di pilota militare onorato dell'Unione Sovietica (in russo: Заслуженный военный лётчик СССР) era un'onorificenza statale militare dell'Unione Sovietica istituita il 26 gennaio 1965 per decreto del Presidente del Soviet Supremo numero 3230-VI con lo scopo di riconoscere e premiare l'eccellenza nell'aviazione militare. Fu abolito il 22 agosto 1988 per decreto del Presidente del Soviet Supremo numero 9441-XI.

## Statuto dell'onorificenza
Il titolo onorario di "pilota militare onorato dell'Unione Sovietica" veniva rilasciato ai membri di unità aeree militari, agenzie militari, scuole militari, organizzazioni militari e altre autorità militari o federali che avessero piloti militari qualificati di prima classe o istruttori di piloti militari di prima classe per eccezionali successi nello sviluppo della tecnologia dell'aviazione, per elevate prestazioni nell'educazione e nell'addestramento del personale di volo e per operazioni di volo a lungo termine prive di incidenti nell'ambito dell'aviazione militare.
Il Presidente del Soviet Supremo era la principale autorità che conferiva il titolo, sulla base di raccomandazioni del Ministero della Difesa sovietico.
La medaglia veniva indossata sul lato destro del petto e, in presenza di altri ordini o decorazioni, al di sopra di essi. Se indossato insieme ad altri titoli della Federazione Russa, questi ultimi hanno la precedenza.

## Descrizione
La medaglia era un poligono d'argento e nickel largo 27 mm e alto 23 mm con bordi in rilievo. Nella parte superiore sinistra del diritto era presente un'iscrizione in rilievo in tre righe "PILOTA MILITARE ONORATO" (in russo: ЗАСЛУЖЕННЫЙ ВОЕННЫЙ ЛËТЧИК); al centro vi era l'immagine dorata di un aereo jet posto diagonalmente verso destra, con il muso e la coda che uscivano leggermente dai bordi. Nella parte inferiore vi era la scritta CCCP in rilievo, posta sopra un ramo d'alloro.
La medaglia era assicurata ad una montatura russa standard di forma quadrata tramite un anello placcato d'argento direttamente all'occhiello di sospensione. La montatura era coperta da un nastro rosso di seta.